# F. K. Teleoptik
El Fudbalski klub Teleoptik es un club de fútbol serbio de la ciudad de Zemun. Fue fundado en 1952 y juega en la Segunda División de Serbia.

## Entrenadores
- Blagoje Paunović (1999-2002)
- Vladimir Vermezović (2002-2003)
- Zvonko Varga (2008-2011)
- Vuk Rašović (2011-2013)
- Zvonko Živković (2013)
- Igor Spasić (2013-)